# Неприкаяні
«Неприкаяні» (англ. The Misfits) — американська кінодрама 1961 року режисера Джона Г'юстона. Фільм не мав комерційного успіху на момент його випуску, але отримав позитивні відгуки критики і високо цінується сьогодні.

## Сюжет
Вродлива Рослін Тейбер (Мерилін Монро), яка тільки що розлучилася, у супроводі приятельки Ізабель Стірс (Телма Ріттер) зустрічає двох друзів Гая (Кларк Ґейбл) і Ґвідо (Елай Воллак). Вони збираються провести кілька днів за містом, у будинку Ґвідо, щоб відпочити і зняти напругу. Спочатку все проходить гладко, але коли двоє чоловіків закохуються в Рослін, — друзі показують свої негативні риси характеру, у їхні взаємні відносини заповзають суперництво і ревнощі. Гай незабаром зустрічає старого друга Перса (Монтгомері Кліфт), і вони вчотирьох вибираються на полювання на диких коней — мустангів, і тоді емоції досягають зеніту.

## Ролі виконували
- Мерилін Монро — Рослін Тейбер
- Кларк Ґейбл — Гай Ланґленд
- Елай Воллак — Ґвідо
- Монтгомері Кліфт — Перс Гавленд
- Телма Ріттер — Ізабель Стірс
- Джеймс Бартон — дід Флетчера
- Кевін Маккарті[en] — Реймонд Тейбор
- Рекс Белл[en] — старий ковбой
- Естель Вінвуд — пані з церкви

## Навколо фільму
- Кульмінацією фільму є кадри зняті під час суперечок героїв на дні висохлого озера за 24 км на північний схід від Дейтона у штаті Невада, сьогодні відомого як Місфітс Флет (Misfits Flat). Кларк Ґейбл наполягав на особистому виконанні деяких з його власних трюків, у тому числі, коли його тягнуть близько 120 м по сухому дні озера зі швидкістю більше ніж 48 км за годину.
- «Неприкаяні» останній фільм Кларка Ґейбла (1901—1960), через кілька днів після закінчення зйомок (4 листопада) йому виповнилося 59 років, а 16 листопада він помер.
- У творчій біографії Мерилін Монро стрічка також стала останньою. Вона померла у наступному році.
- Елай Воллак, останній з чотирьох головних дійових осіб, помер 24 червня 2014, через більше ніж 50 років після того як він знявся у фільмі. Він здобув популярність через 3 роки після виходу фільму в ролі Туко («Злий») у спагеті-вестерні «Хороший, поганий, злий» 1966 року, режисера Серджо Леоне.

## Нагороди
- 1993 Нагорода Генезис (Genesis Awards[en]):
  - класичний фільм (Classic Film Award) — «Неприкаяні»